# شرکت گاز استان اصفهان
شرکت گاز استان اصفهان شرکت توزیع گاز مستقر در استان اصفهان است، که به‌عنوان زیرمجموعه‌ای از شرکت ملی گاز ایران فعالیت می‌کند و در سال ۱۳۶۰ تأسیس شد.
شرکت به پنج میلیون و ۲۰۰ هزار نفر با یک میلیون و ۸۰۰ هزار اشتراک و انشعاب گازرسانی می‌کند.
به گفته مدیرشرکت، ۳۵ درصد مصارف گاز در استان اصفهان در بخش صنعت، ۳۵ در بخش نیروگاهی، ۲۰ درصد در بخش خانگی، حدود ۵ درصد در بخش سی‌ان‌جی و بقیه در بخش تجاری مصرف می‌شود.
. استان اصفهان با مصرف روزانه ۴۵۰ تا ۵۰۰ تن ال‌پی‌جی رتبه اول توزیع و مصرف آن را در کشور دارد.